# تيموثي دبليو. بوتير
تيموثي دبليو. بوتير (بالإنجليزية: Timothy W. Potter)‏ هو عالم آثار بريطاني، ولد في 6 يوليو 1944 في رغبي في المملكة المتحدة، وتوفي في 11 يناير 2000.